# Super Formula

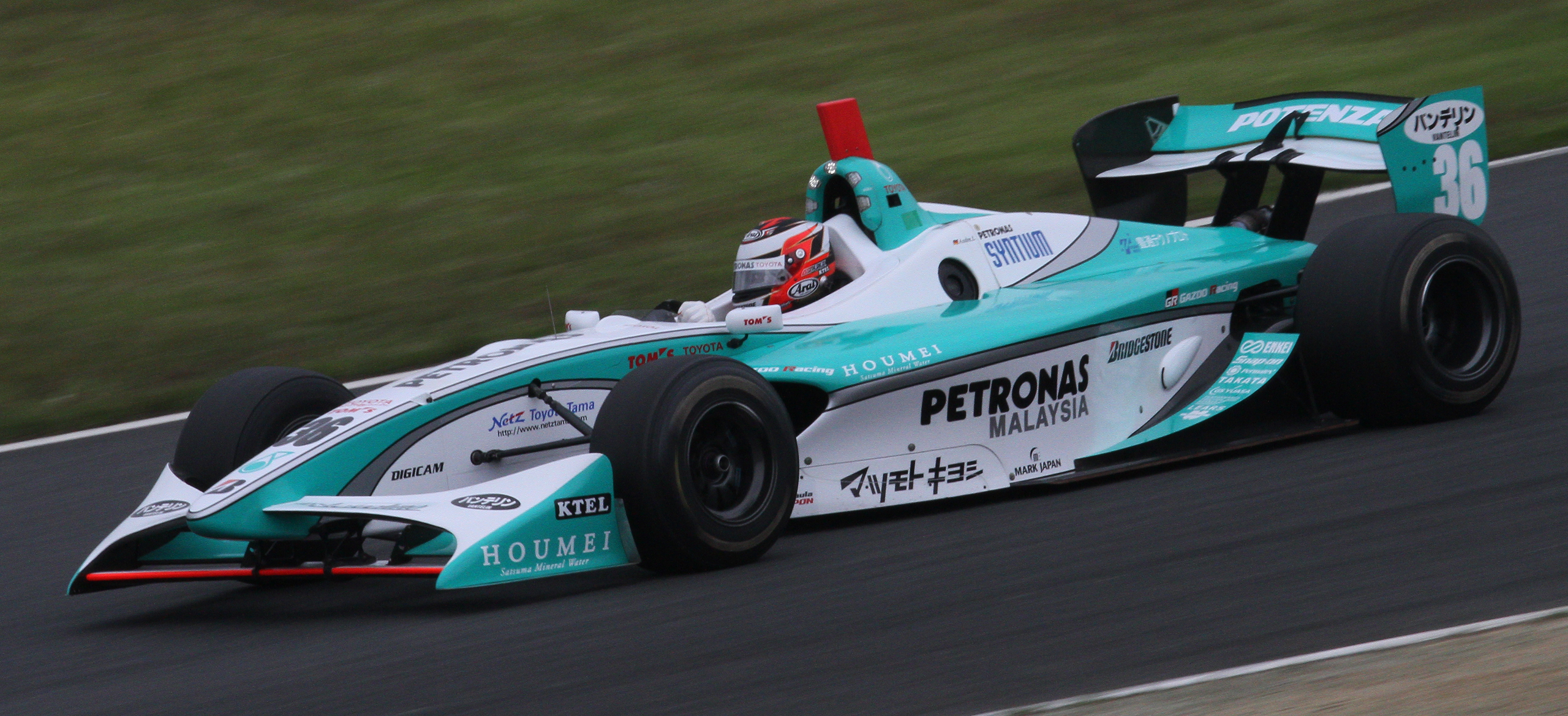
André Lotterer im Einsatzfahrzeug von 2009 bis 2013, einem Swift FN09

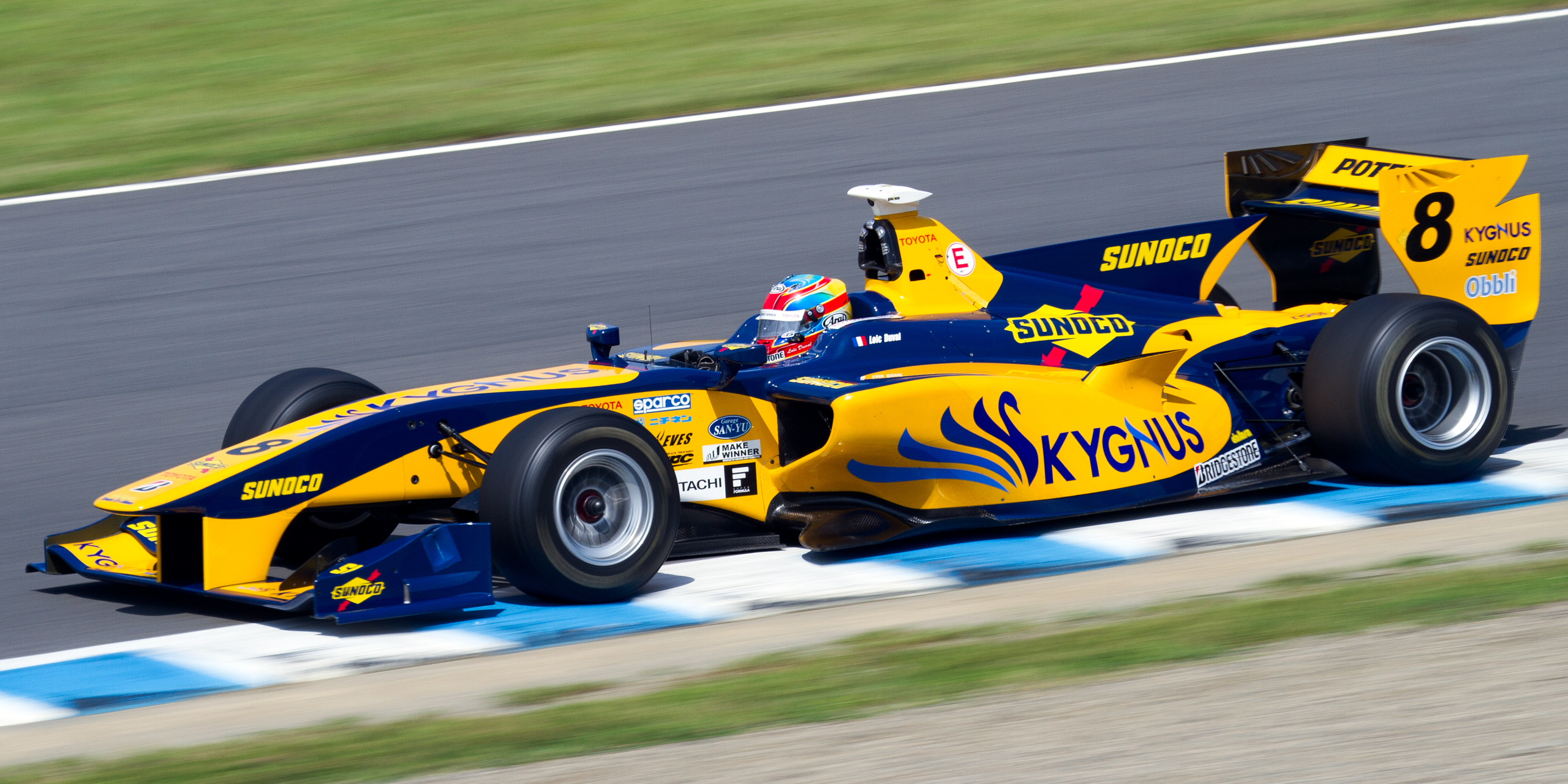
Das Einsatzfahrzeug der Super Formula von 2014 bis 2018: Dallara SF14

Die Super Formula (ehemals Formel Nippon, jap. フォーミュラ・ニッポン, Fōmyura Nippon) ist eine Formelserie, die überwiegend in Japan fährt.

## Meisterschaft
Die Rennserie wurde 1996 unter dem Namen Formel Nippon gegründet und behielt den Namen bis 2012 bei. In dieser Zeit trug die Rennserie nur in Japan Rennen aus. 2013 wurde die Serie in Super Formula umbenannt und zugleich die Beschränkung auf japanische Rennstrecken aufgehoben.

## Statistik

### Bisherige Meister der Super Formula / Formel Nippon
| Jahr          | Meister                | Vize-Meister           | Dritter                | Team-Meister                 |
| Formel Nippon | Formel Nippon          | Formel Nippon          | Formel Nippon          | Formel Nippon                |
| ------------- | ---------------------- | ---------------------- | ---------------------- | ---------------------------- |
| 1996          | Ralf Schumacher        | Naoki Hattori          | Kazuyoshi Hoshino      | X Japan Team Le Mans         |
| 1997          | Pedro de la Rosa       | Takuya Kurosawa        | Norberto Fontana       | Shionogi Nova                |
| 1998          | Satoshi Motoyama       | Masami Kageyama        | Juichi Wakisaka        | LEMONed Le Mans              |
| 1999          | Tom Coronel            | Satoshi Motoyama       | Hidetoshi Mitsusada    | Piaa Nakajima                |
| 2000          | Toranosuke Takagi      | Michael Krumm          | Satoshi Motoyama       | Piaa Nakajima                |
| 2001          | Satoshi Motoyama       | Naoki Hattori          | Yūji Tachikawa         | 5zigen                       |
| 2002          | Ralph Firman           | Satoshi Motoyama       | Juichi Wakisaka        | Piaa Nakajima                |
| 2003          | Satoshi Motoyama       | Benoît Tréluyer        | Juichi Wakisaka        | Impul                        |
| 2004          | Richard Lyons          | André Lotterer         | Satoshi Motoyama       | Mobilecast Impul             |
| 2005          | Satoshi Motoyama       | Yūji Ide               | Richard Lyons          | Mobilecast Impul/Arting I.   |
| 2006          | Benoît Tréluyer        | Tsugio Matsuda         | André Lotterer         | Mobilecast Impul             |
| 2007          | Tsugio Matsuda         | Benoît Tréluyer        | Takashi Kogure         | Mobilecast Impul             |
| 2008          | Tsugio Matsuda         | Loïc Duval             | André Lotterer         | Lawson Team Impul            |
| 2009          | Loïc Duval             | Benoît Tréluyer        | André Lotterer         | Nakajima Racing              |
| 2010          | João Paulo de Oliveira | André Lotterer         | Loïc Duval             | Team Impul                   |
| 2011          | André Lotterer         | Kazuki Nakajima        | João Paulo de Oliveira | Petronas Team TOM’S          |
| 2012          | Kazuki Nakajima        | Kōdai Tsukakoshi       | Takuya Izawa           | Dandelion Racing             |
| Super Formula |                        |                        |                        |                              |
| 2013          | Naoki Yamamoto         | André Lotterer         | Loïc Duval             | Dandelion Racing             |
| 2014          | Kazuki Nakajima        | João Paulo de Oliveira | André Lotterer         | Petronas Team TOM’S          |
| 2015          | Hiroaki Ishiura        | Kazuki Nakajima        | André Lotterer         | Petronas Team TOM’S          |
| 2016          | Yūji Kunimoto          | André Lotterer         | Yūhi Sekiguchi         | P.M.U./Cerumo Inging         |
| 2017          | Hiroaki Ishiura        | Pierre Gasly           | Felix Rosenqvist       | P.M.U./Cerumo Inging         |
| 2018          | Naoki Yamamoto         | Nick Cassidy           | Hiroaki Ishiura        | Kondo Racing                 |
| 2019          | Nick Cassidy           | Naoki Yamamoto         | Alex Palou             | DoCoMo Team Dandelion Racing |
| 2020          | Naoki Yamamoto         | Ryō Hirakawa           | Shou Tsuboi            | Vantelin Team TOM’S          |
| 2021          | Tomoki Nojiri          | Nirei Fukuzumi         | Yūhi Sekiguchi         | caranex Team Impul           |
| 2022          | Tomoki Nojiri          | Sacha Fenestraz        | Ryo Hirakawa           | Team Mugen                   |
| 2023          | Ritomo Miyata          | Liam Lawson            | Tomoki Nojiri          | Team Mugen                   |
| 2024          | Shou Tsuboi            | Tomoki Nojiri          | Tadasuke Makino        | Docomo Team Dandelion Racing |